# Dorris Bowdon
Dorris Bowdon est une actrice américaine née le 27 décembre 1914 à Coldwater et décédée le 9 août 2005  à Los Angeles. Elle était mariée à Nunnally Johnson.

## Filmographie
- 1938 : Adieu pour toujours (non créditée)
- 1938 : Down on the Farm de Malcolm St. Clair : Tessie Moody
- 1939 : Sur la piste des Mohawks : Mary Reall
- 1939 : Vers sa destinée : Carrie Sue (non créditée)
- 1940 :  Jennie (en) de David Burton : Lottie Schermer
- 1940 : Les Raisins de la colère de John Ford : Rosasharn
- 1943 : La Nuit sans lune : Molly Morden